# 罗星芳

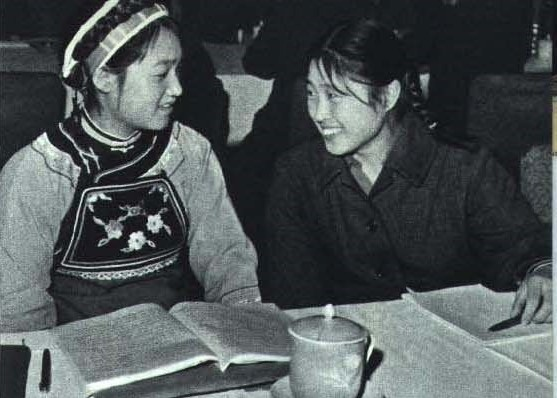
1965年第三届全国人大会议中的罗星芳，右为赫建华。

罗星芳（1940年—），女，布依族，贵州关岭人，中国舞蹈家，一级演员，曾任中国舞蹈家协会理事，第三届全国人大代表。